# Eirik Wichne
Eirik Wichne (Oslo, 12 maggio 1997) è un calciatore norvegese, difensore del Sarpsborg 08.

## Biografia
Proviene da una famiglia di calciatori: i fratelli Amund, Idar e Torje Wichne sono infatti tutti calciatori.

## Carriera
Wichne è cresciuto nelle giovanili del Mandalskameratene, per cui ha esordito in data 23 marzo 2013: è stato schierato titolare nella sconfitta per 5-3 subita sul campo dell'IL Express.
Il 23 dicembre 2014, Wichne è stato ingaggiato dallo Start, con un contratto valido a partire dal 1º gennaio 2015. Aggregato in prima squadra già dalla stagione 2015, ha debuttato con questa maglia in Eliteserien il 13 marzo 2016, schierato titolare nel pareggio per 1-1 contro il Lillestrøm. Il 27 aprile successivo ha segnato la prima rete, con cui ha contribuito al successo per 0-3 sul campo del Fram Larvik, in una sfida valida per il secondo turno del Norgesmesterskapet. Al termine di quella stessa stagione, lo Start è retrocesso in 1. divisjon.
Ha contribuito all'immediata promozione, arrivata al termine del campionato 2017. Il 10 febbraio 2018, Wichne ha rinnovato il contratto che lo legava allo Start fino al 31 dicembre 2020.
Il 26 dicembre 2020, il Sarpsborg 08 ha reso noto d'aver ingaggiato Wichne a parametro zero, col giocatore che ha firmato un contratto triennale con il nuovo club. Lo Start aveva manifestato la volontà di prolungare il suo contratto, per bocca del direttore sportivo Atle Roar Håland, ma Wichne aveva rifiutato tutte le offerte.
Il 16 maggio 2021 ha disputato la prima partita con la nuova maglia, quando è stato schierato titolare nel pareggio casalingo per 0-0 contro l'Haugesund.

## Statistiche

### Presenze e reti nei club
Statistiche aggiornate al 27 settembre 2021.
| Stagione                 | Club                     | Campionato               | Campionato | Campionato | Coppe nazionali | Coppe nazionali | Coppe nazionali | Coppe continentali | Coppe continentali | Coppe continentali | Supercoppe | Supercoppe | Supercoppe | Totale | Totale |
| Stagione                 | Club                     | Comp                     | Pres       | Reti       | Comp            | Pres            | Reti            | Comp               | Pres               | Reti               | Comp       | Pres       | Reti       | Pres   | Reti   |
| ------------------------ | ------------------------ | ------------------------ | ---------- | ---------- | --------------- | --------------- | --------------- | ------------------ | ------------------ | ------------------ | ---------- | ---------- | ---------- | ------ | ------ |
| 2013                     | Mandalskameratene        | 3D                       | 14         | 0          | CN              | 1               | 0               | -                  | -                  | -                  | -          | -          | -          | 15     | 0      |
| 2014                     | Mandalskameratene        | 3D                       | 26         | 7          | CN              | 1               | 0               | -                  | -                  | -                  | -          | -          | -          | 27     | 7      |
| Totale Mandalskameratene | Totale Mandalskameratene | Totale Mandalskameratene | 40         | 7          |                 | 2               | 0               |                    | -                  | -                  |            | -          | -          | 42     | 7      |
| 2015                     | Start                    | ES                       | 0          | 0          | CN              | 0               | 0               | -                  | -                  | -                  | -          | -          | -          | 0      | 0      |
| 2016                     | Start                    | ES                       | 20         | 0          | CN              | 2               | 1               | -                  | -                  | -                  | -          | -          | -          | 22     | 1      |
| 2017                     | Start                    | 1D                       | 27         | 0          | CN              | 0               | 0               | -                  | -                  | -                  | -          | -          | -          | 27     | 0      |
| 2018                     | Start                    | ES                       | 23         | 0          | CN              | 5               | 0               | -                  | -                  | -                  | -          | -          | -          | 28     | 0      |
| 2019                     | Start                    | 1D                       | 28+3       | 2+0        | CN              | 1               | 0               | -                  | -                  | -                  | -          | -          | -          | 32     | 2      |
| 2020                     | Start                    | ES                       | 29         | 0          | -               | -               | -               | -                  | -                  | -                  | -          | -          | -          | 29     | 0      |
| Totale Start             | Totale Start             | Totale Start             | 127+3      | 2+0        |                 | 8               | 1               |                    | -                  | -                  |            | -          | -          | 138    | 3      |
| 2021                     | Sarpsborg 08             | ES                       | 17         | 0          | CN              | 2               | 0               | -                  | -                  | -                  | -          | -          | -          | 19     | 0      |
| Totale                   | Totale                   | Totale                   | 184+3      | 9+0        |                 | 12              | 1               |                    | -                  | -                  |            | -          | -          | 199    | 10     |